# Hohrod
Hohrod là một xã ở tỉnh Haut-Rhin trong vùng Grand Est ở đông bắc Pháp. Xã này có diện tích 5,49 km², dân số năm 1999 là 349 người. Khu vực này có độ cao 455 mét trên mực nước biển.